# Hornpipe Heights
Hornpipe Heights är en kulle i Antarktis. Den ligger i Västantarktis. Argentina, Chile och Storbritannien gör anspråk på området. Toppen på Hornpipe Heights är 1 200 meter över havet, eller 310 meter över den omgivande terrängen. Bredden vid basen är 6,3 km.
Terrängen runt Hornpipe Heights är huvudsakligen kuperad, men norrut är den bergig.  Trakten är obefolkad. Det finns inga samhällen i närheten.